# Tryne Bay
Tryne Bay är en vik i Antarktis. Den ligger i Östantarktis. Australien gör anspråk på området.